# カビデラ

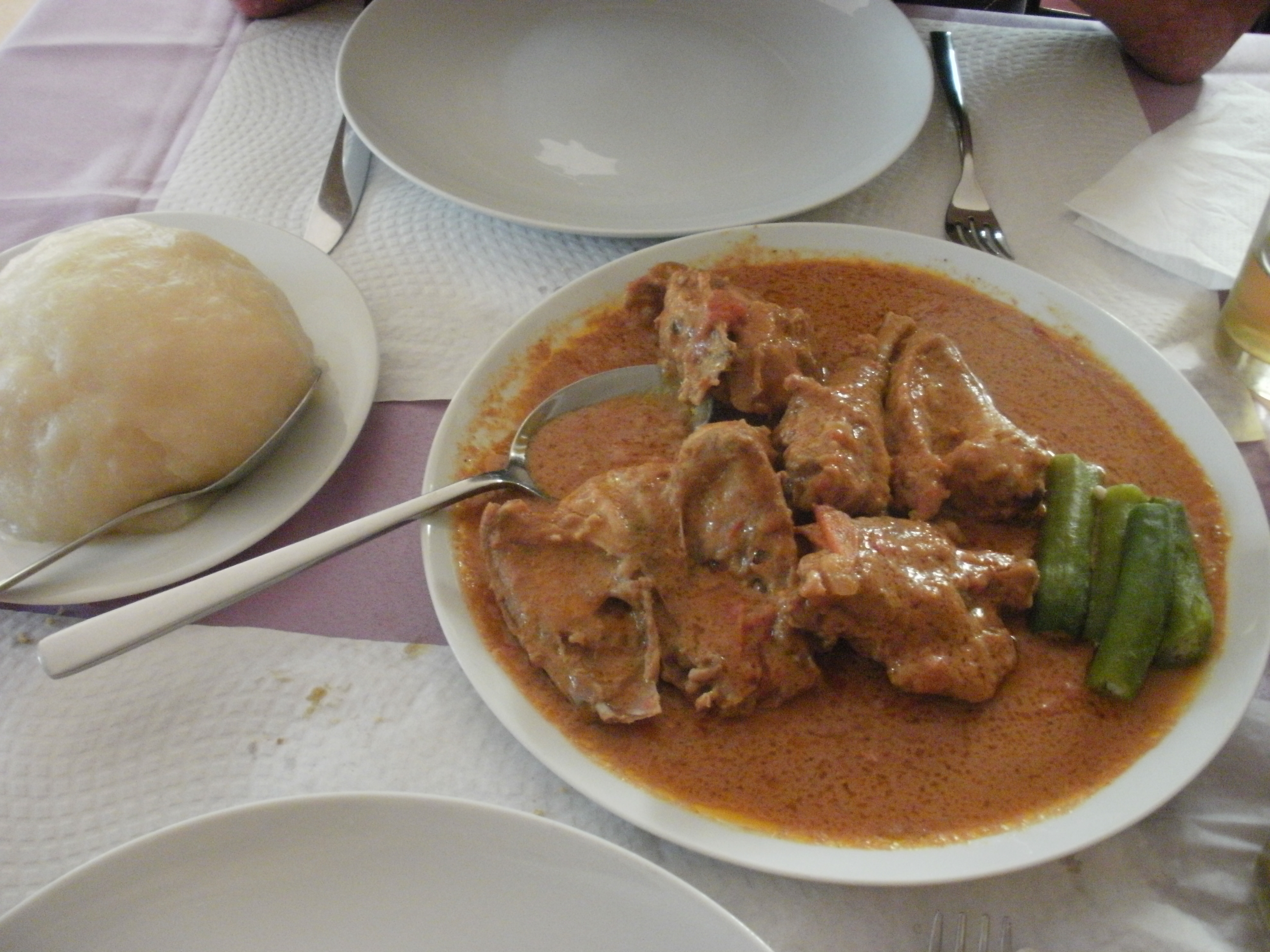
鶏肉のカビデラ

カビデラ(Cabidela)は、雄鶏等の家禽の肉を用いたポルトガル料理である。ミーニョ北部では一般的な料理で、調理の最後に、凝固しないように酢と混ぜた雌鶏の血液を加えるのが特徴である。屠殺の際にとっておいた血液が用いられ、料理を茶色にする。白飯が添えられることもあるが、一般的ではない。調理に血液を用いるのは、いくつかの古代文化で共通する習慣である。ポルトガルでは、16世紀以降の文献記録にカビデラの記載があり、他の家禽や動物（アヒル、七面鳥、豚、子ヤギ、狩猟動物も稀ではあるが同様に調理される。

## 各地のカビデラ

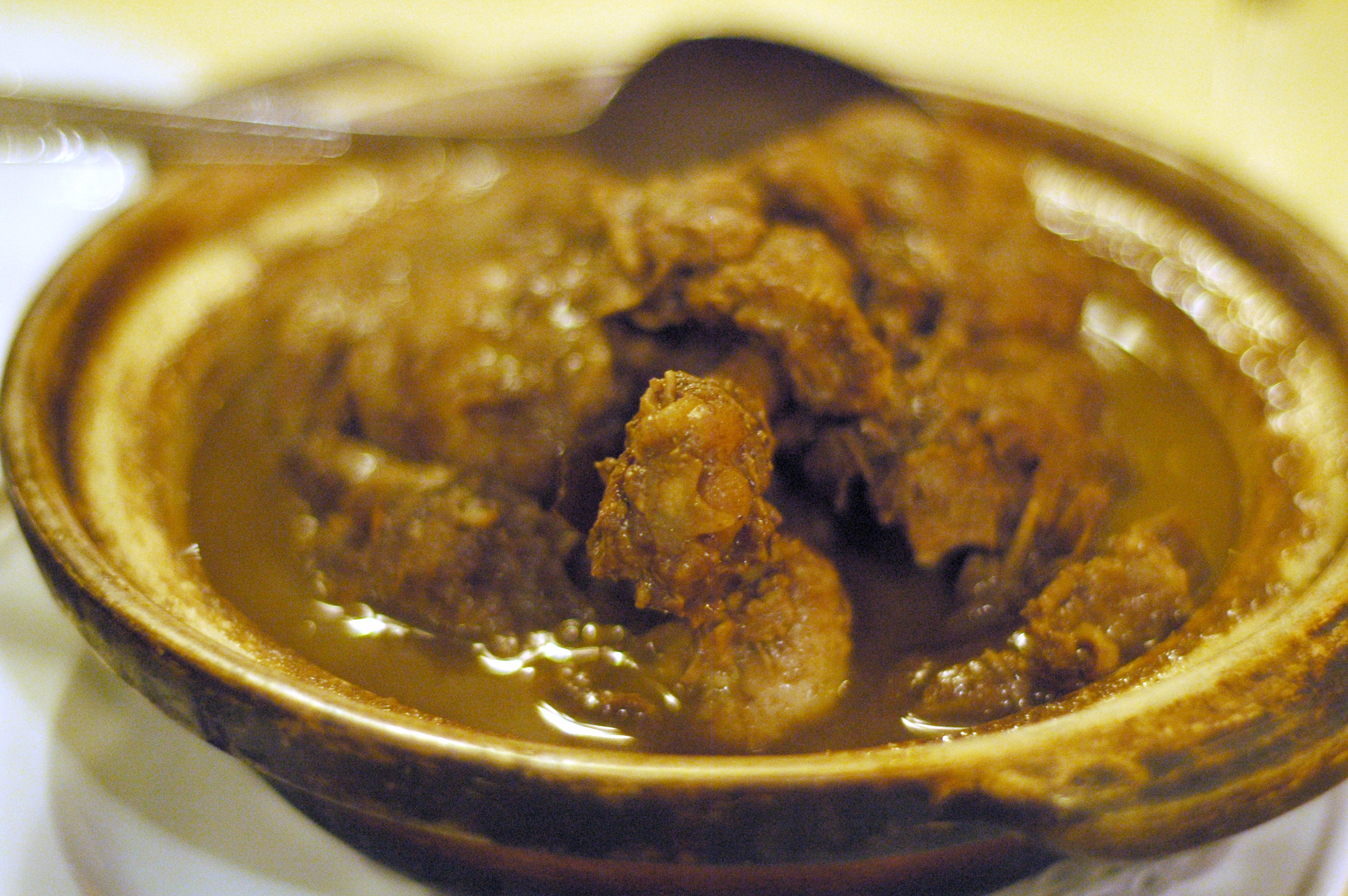
アヒルを使ったマカオのPato de cabidela

マカオ等、ポルトガルのかつての植民地の多くでも人気の料理であり、マカオ料理では、アヒルを使った似た料理(pato de cabidelaまたはpato à cabidela)は、マカオで最も有名な料理の1つである。
ブラジルでは、この料理は鶏肉で作られ(galinha à cabidelaまたはgalinha de cabidela)、レシフェの名物料理と考えられている。米は別に調理される。ミナスジェライス州では、galinha ao molho pardoという名前で非常に一般的な料理である。鶏の血液だけを酢と野菜と一緒に加熱したソースも一般的であり、コメや鶏肉に添えられる。
インドでは、ゴア州のカトリック教徒の間で、豚肉のカビデラが人気である。
アンゴラでは、鶏肉を使ったものが特別な機会に提供される最も一般的な料理である。